# Euphorbia analalavensis
Euphorbia analalavensis är en törelväxtart som beskrevs av Jacques Désiré Leandri. Euphorbia analalavensis ingår i släktet törlar, och familjen törelväxter. IUCN kategoriserar arten globalt som sårbar. Inga underarter finns listade i Catalogue of Life.